# Albert Sandrique
Pour les articles homonymes, voir Sandrique.
Albert Sandrique, né le 30 mai 1854 à Brunehamel (Aisne) et mort le 2 octobre 1929 à Saint-Quentin-le-Petit (Ardennes), est un homme politique français.

## Biographie
Propriétaire agriculteur, il est vice-président du cercle agricole de Rethel. Conseiller municipal de Saint-Quentin-le-Petit en 1880, maire en 1896, conseiller général du canton de Château-Porcien en 1898, il est député des Ardennes de 1902 à 1910, inscrit au groupe de la Gauche radicale. 

## Sources
- « Sandrique (Albert) », dans le Dictionnaire national des contemporains, tome 4, rédigé sous la direction de C.E. Curinier, Paris : Office général d'Expédition, 1899, p. 284 (→ lire en ligne)
- « Albert Sandrique », dans le Dictionnaire des parlementaires français (1889-1940), sous la direction de Jean Jolly, PUF, 1960 [détail de l’édition]